# 우일팩
우일팩은 2005년에 김해에 설립된 수출포장물류 종합기업이다.